# مجلس الوزراء الكويتي 1964
مجلس الوزراء الكويتي 1964، هو ثالث تشكيل وزاري رسمي بالكويت بمرسوم رقم 172/1964، وجاء تشكيل الحكومة بعد استقالتها باسبوع واحد وكان تاريخ 6 ديسمبر 1964 ولم يستمر التشكيل أكثر من ثلاث أسابيع حتى تاريخ 28 ديسمبر 1964.
أعاد التشكيل الحكومي نفس الوزراء الذين كانو في التشكيل السابق، باستثناء ثلاث أسماء جديدة إنضمت للتشكيل الحكومي. وهم: حمود يوسف النصف، عبد العزيز محمد الشايع ومحمد أحمد الغانم. وقد ضم التشكيل الحكومي 4 أعضاء منتخبون بمجلس الأمة الكويتي 1963 ، وكان رئيس مجلس الوزراء هو الشيخ صباح السالم الصباح.
لم تطرأ أي تعديلات أو تعينات خلال مدة التشكيل الحكومي.

## أعضاء مجلس الوزراء
- صباح السالم الصباح: رئيس مجلس الوزراء.
- جابر الأحمد الجابر الصباح: وزيرا للمالية والصناعة ونائب رئيس مجلس الوزراء.
- عبد العزيز محمد الشايع: وزيرا للكهرباء والماء.
- محمد أحمد الغانم: وزيرا للعدل.
- يوسف السيد هاشم الرفاعي: وزيرا للبريد والبرق والهاتف. (كان عضواً في مجلس الأمة الكويتي 1963)
- خليفة خالد الغنيم: وزيرا للتجارة.
- عبد اللطيف ثنيان الغانم: وزيرا للأشغال العامة.
- سعد العبد الله السالم الصباح: وزيرا للداخلية والدفاع.
- صباح الأحمد الجابر الصباح: وزيرا للخارجية.
- عبد العزيز حسين: وزير دولة لشئون مجلس الوزراء.
- خالد مسعود الفهيد: وزيرا للتربية والتعليم. (كان عضواً في مجلس الأمة الكويتي 1963)
- عبد الله مشاري الروضان: وزيرا للشئون الاجتماعية والعمل. (كان عضواً في مجلس الأمة الكويتي 1963)
- حمود يوسف النصف: وزيرا للصحة العامة. (كان عضواً في مجلس الأمة الكويتي 1963)
- خالد أحمد الجسار: وزيرا للأوقاف.
- مبارك عبد الله الأحمد الصباح: وزيرا للإرشاد والانباء.